# Аллилхлорид
Аллилхлори́д или алли́л хло́ристый — хлорорганическое соединение с эмпирической формулой C3H5Cl, систематическое название 3-хлорпроп-1-ен.

## Физические свойства
Представляет собой бесцветную подвижную жидкость с острым едким запахом. Аллилхлорид растворим в обычных органических растворителях, в воде же практически не растворим. Растворимость аллилхлорида в воде составляет 0,36 % при 20°С, а воды в аллилхлориде 0,08 % при 20 °С. Легковоспламеняющаяся жидкость.

## Химические свойства
С водой аллилхлорид образует азеотропную смесь, а также вступает в реакции по двойной связи, типичных для ненасыщеных соединений. Хлор в аллилхлориде подвижен и может легко замещаться на гидроксильную или аминную группы с образованием соответственно аллилового спирта или аллиламина. При температуре кипения в присутствии пероксидов аллилхлорид полимеризуется, а также легко образует простые и сложные эфиры.
Хлорирование

При хлорировании аллилхлорида в обычных условиях образуется 1,2,3-трихлорпропан:
{\displaystyle {\mathsf {CH_{2}Cl-CH=CH_{2}+Cl_{2}\rightarrow CH_{2}Cl-CHCl-CH_{2}Cl}}}
а при высоких температурах (500 °С) образуется смесь хлоралкенов, преимущественно состоящая из 1,3-дихлорпропена и небольшого количества 2,3- и 3,3-дихлорпропена:
{\displaystyle {\mathsf {CH_{2}Cl-CH=CH_{2}+Cl_{2}{\xrightarrow[{}]{[t]}}CH_{2}Cl-CH=CHCl+CH_{2}=CHCl-CH_{2}Cl+CH_{2}=CH-CHCl_{2}}}}
Гидролиз

Гидролиз аллилхлорида при обычной температуре в нейтральной среде идёт незначительно, с образованием аллилового спирта:
{\displaystyle {\mathsf {CH_{2}Cl-CH=CH_{2}+H_{2}O\rightarrow CH_{2}OH-CH=CH_{2}+HCl}}}
Гораздо быстрее реакция протекает в присутствии щелочей, при этом аллилхлорид полностью гидролизуется. В качестве побочного продукта образуется диаллиловый эфир (CH2=CH-CH2)2O
Реакция гидрохлорирования

Происходит в присутствии трихлорида железа, в результате образуется 1,2-дихлорпропан:
{\displaystyle {\mathsf {CH_{2}Cl-CH=CH_{2}+HCl{\xrightarrow[{}]{[FeCl_{3}]}}CH_{2}Cl-CHCl-CH_{3}}}}
Реакция полимеризации

Происходит при температуре кипения (с добавлением перекисей) или при t = 160 °С в присутствии карбоната натрия.
{\displaystyle {\mathsf {n(CH_{2}Cl-CH=CH_{2}){\xrightarrow[{}]{[t,Na_{2}CO_{3}]}}(-CH_{2}Cl-CH-CH_{2}-)_{n}}}}

## Получение
Аллилхлорид получают путём хлорирования пропилена при 500 °С. При соотношении пропилена к хлору 5 к 1, достигается приблизительный выход конечного продукта в 80 % по хлору.
{\displaystyle {\mathsf {CH_{3}-CH=CH_{2}+Cl_{2}\rightarrow CH_{2}Cl-CH=CH_{2}+HCl+Q}}}
Термическое дегидрохлорирование 1,2-дихлорпропана при высоких температурах (520—540 °С):
{\displaystyle {\mathsf {CH_{2}Cl-CHCl-CH_{3}\rightarrow CH_{2}Cl-CH=CH_{2}+HCl-Q}}}
выход аллилхлорида достигает 50-70 %.
Взаимодействие диаллилового эфира с концентрированной соляной кислотой при 30 °С в присутствии хлорида меди (I):
{\displaystyle {\mathsf {(CH_{2}=CH-CH_{2})_{2}O+2HCl{\xrightarrow[{}]{[CuCl]}}2CH_{2}Cl-CH=CH_{2}+H_{2}O}}}
Эта реакция даёт наиболее высокий выход аллилхлорида (свыше 85 %).

## Применение
Аллил хлористый применяют для производства эпихлоргидрина, глицерина, аллилового спирта, а также различных аллиловых эфиров, аллиламина, циклопропана, аллилсахарозы, лекарственных препаратов, инсектицидов, а также пластмасс, клеев и мягчителей. Аллилхлорид получил широкое распространение в промышленном синтезе благодаря высокой реакционной способности. Основная часть производимого хлористого аллила используется для получения эпихлоргидрина и синтетического глицерина. Некоторое количество хлористого аллила перерабатывается в аллиловый спирт.

## Биологическое действие и безопасность
Аллилхлорид - высокотоксичное вещество. Особую опасность представляют собой пары аллилхлорида. Ирритант и лакриматор в высоких концентрациях. Проявляет наркотические свойства. Является сильным печёночным ядом — поражает клетки и структуру (схож по действию с тетрахлорметаном). 
Предельно допустимая концентрация (ПДК) хлористого аллила в воздухе рабочей зоны промышленных помещений составляет 0,3 мг/м³ по ГОСТ 12.1.005-76. В соответствии с ГОСТ 12.1.007-76 аллилхлорид относится к веществам II класса опасности.
ЛД50 на крысах при пероральном введении - 90-110 мг/кг.